# Fintro Literatuurprijs
De Fintro Literatuurprijs was een Belgische literatuurprijs voor oorspronkelijk Nederlandstalig literair werk. Boek.be stelde elk jaar een vakjury samen die een longlist opmaakte waaruit ze vijf boeken nomineerden voor de shortlist. Daarnaast was er ook een lezersjury. De uitreiking van beide prijzen in de Gentse Handelsbeurs werd uitgezonden op Canvas.
De prijs werd opgericht in 1995 als de Gouden Uil, ging in 2012 verder als Gouden Boekenuil en droeg vanaf 2016 de naam Fintro Literatuurprijs. De prijs werd voor het laatst uitgereikt in 2017.
De prijs heeft een sterke uitstraling in het culturele en literaire milieu en heeft een grote impact op de naambekendheid van de auteur en de verspreiding van zijn of haar werk. Samen met de Libris Literatuur Prijs en de  BookSpot Literatuurprijs vormt deze prijs een "uitgelezen" trio vanwege het hoge prijzengeld.

## Geschiedenis
De Gouden Uil bestond uit een prijs voor literatuur en een voor kinder- en jeugdboeken. Twee autonome jury's, waarin telkens vijf deskundigen zetelden, nomineerden elk jaar vijf boeken per categorie. Daarnaast werd de Prijs van de Lezersjury uitgereikt. Uit de genomineerde boeken kan de lezer zijn of haar favoriete boek kiezen en dit door stemming via het internet of via de stemformulieren in Standaard Boekhandel, bibliotheken, Humo en Letters magazine kenbaar maken. De laureaten in beide categorieën ontvangen een prijzengeld van 25000 euro en een trofee naar een ontwerp van Ever Meulen. De overige genomineerden kregen 1500 euro. In 2007 werd naar analogie de Gouden Duim in het leven geroepen. Deze Nederlandstalige smsprijs kende maar één editie.
Vanaf januari 2006 fungeert Antwerpen op uitnodiging van burgemeester Patrick Janssens als gaststad. In een rechtstreeks uitgezonden Canvasprogramma maakt men de winnaars bekend. Daarin schetste Marjolijn Hof bijvoorbeeld hoe haar boek Een kleine kans ontstond tijdens het bekijken van een tv-programma rond een bergbeklimmer. De lofzang door bekende personen voor de genomineerden beperkte men tot soundbites. Grunberg bekende dat hij € 5000 van zijn prijzengeld schonk aan de vertalingsplannen van Guantanamo and the abuse of presidential power, van de mensenrechtenadvocaat Joseph Margulies.
In 2011 werd er geen prijs uitgereikt om Boek.be tijd te geven om een visie te ontwikkelen over de wijze waarop en de middelen waarmee zij de prijs zou organiseren. In 2012 ging de prijs verder als de Gouden Boekenuil met Gent als gaststad en zonder Standaard Boekhandel als ondersteunende partner. Vanaf 2016 ging de prijs verder als de Fintro Literatuurprijs. Na 2017 hield de prijs op te bestaan.

## Winnaars
- 1995:

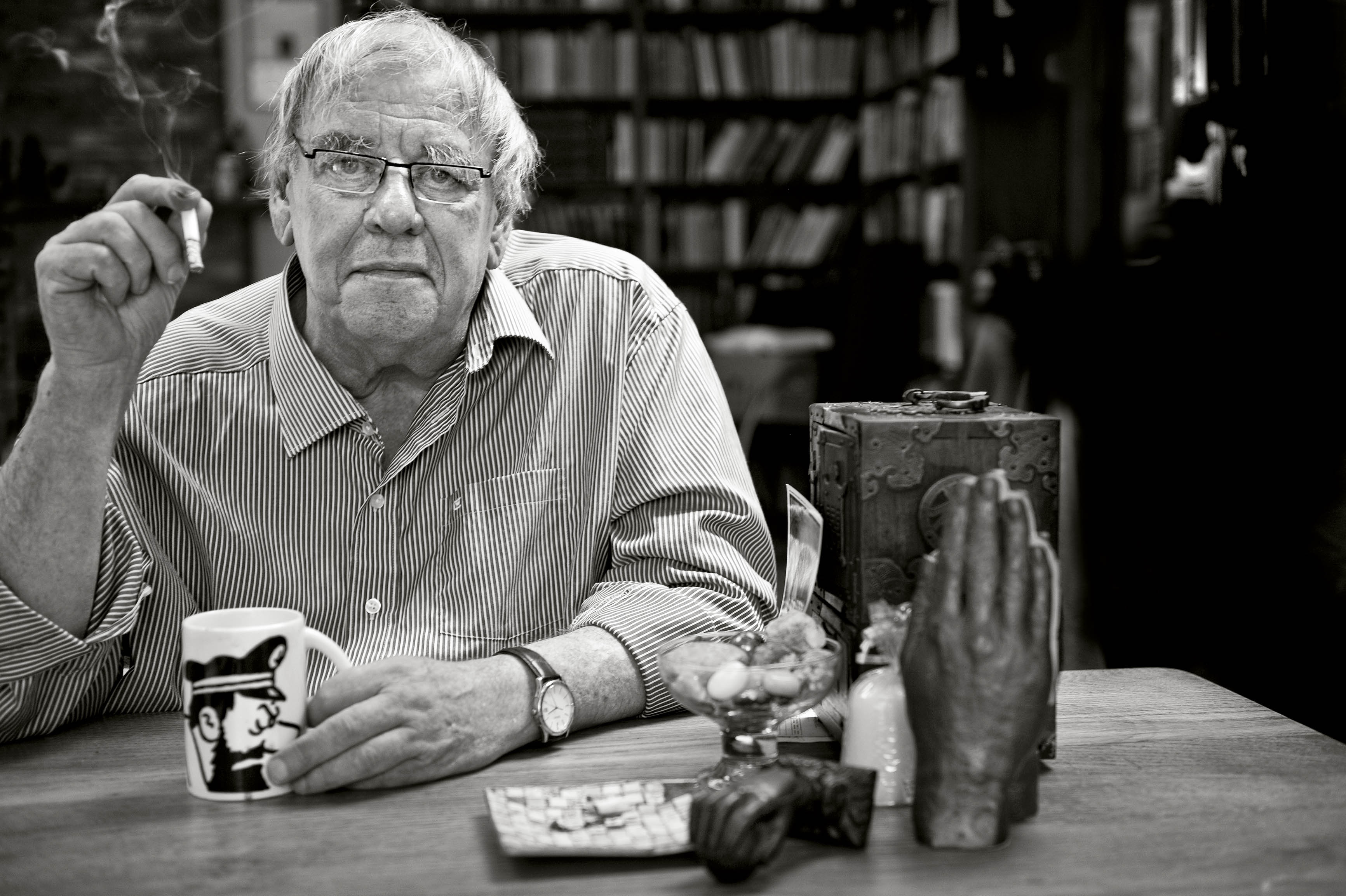
Jeroen Brouwers
(winnaar in 1995, 2001 & 2008)

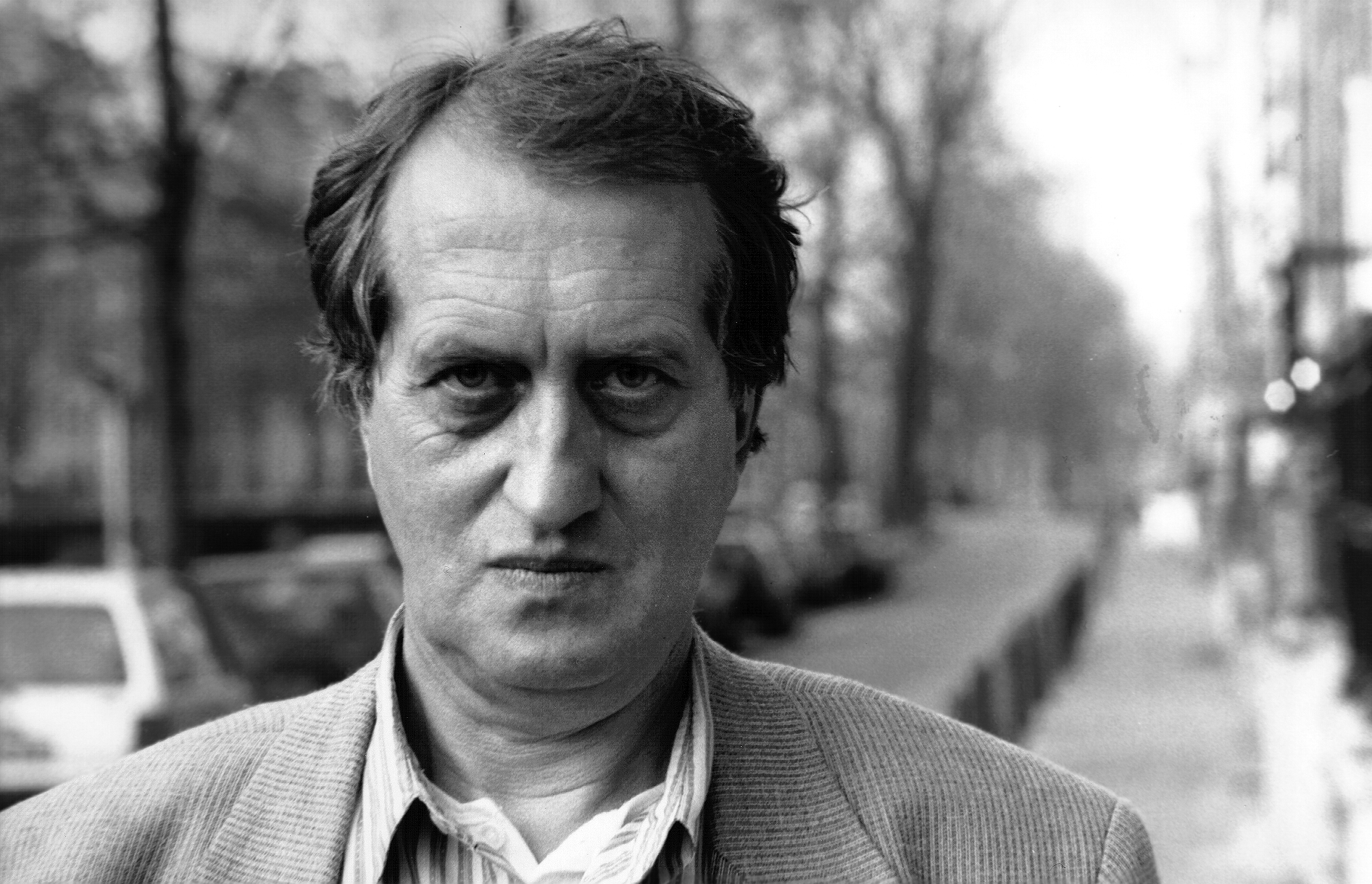
Gerrit Komrij (winnaar in 1999)

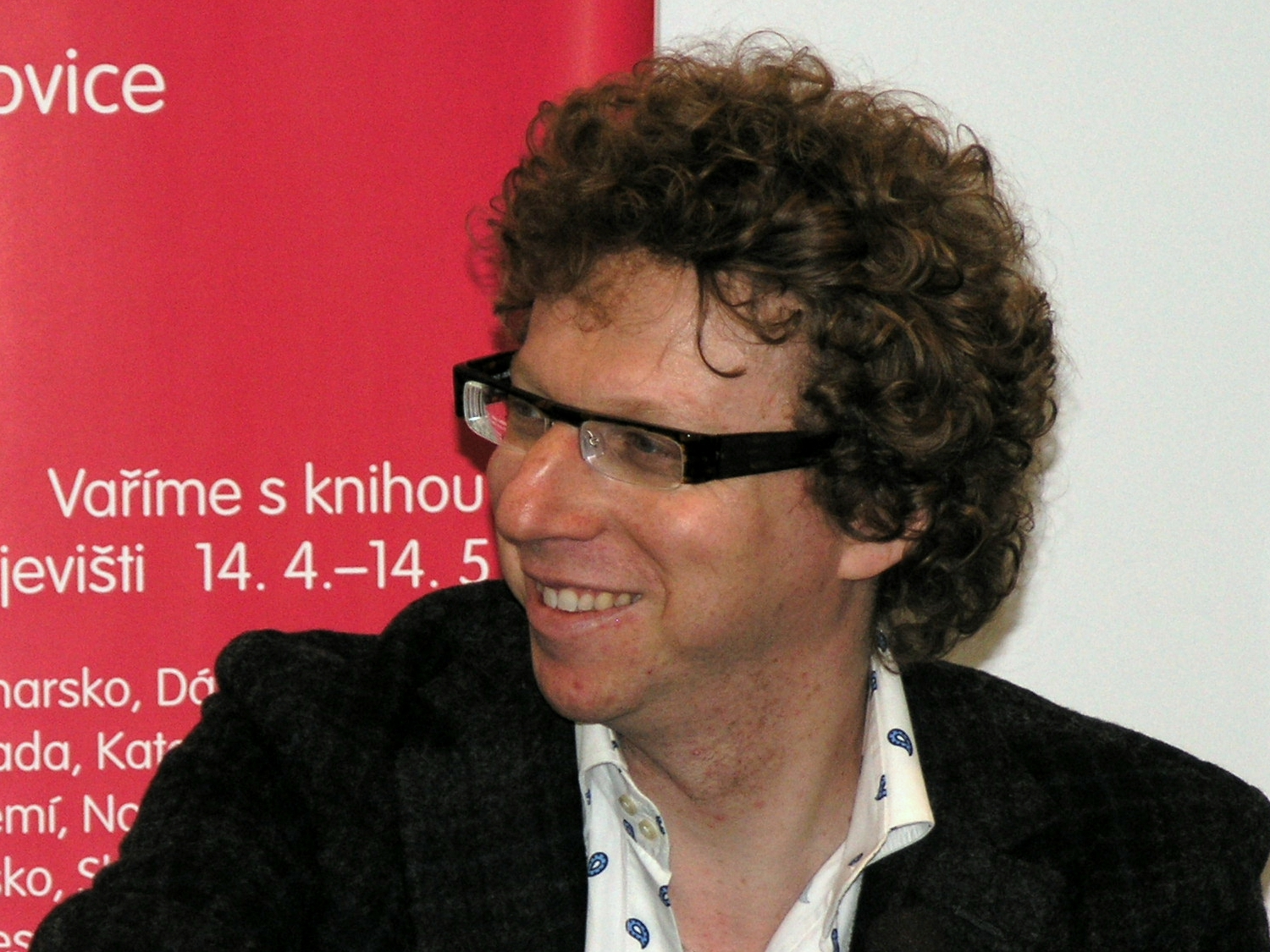
Arnon Grunberg
(winnaar in 2002 & 2007)

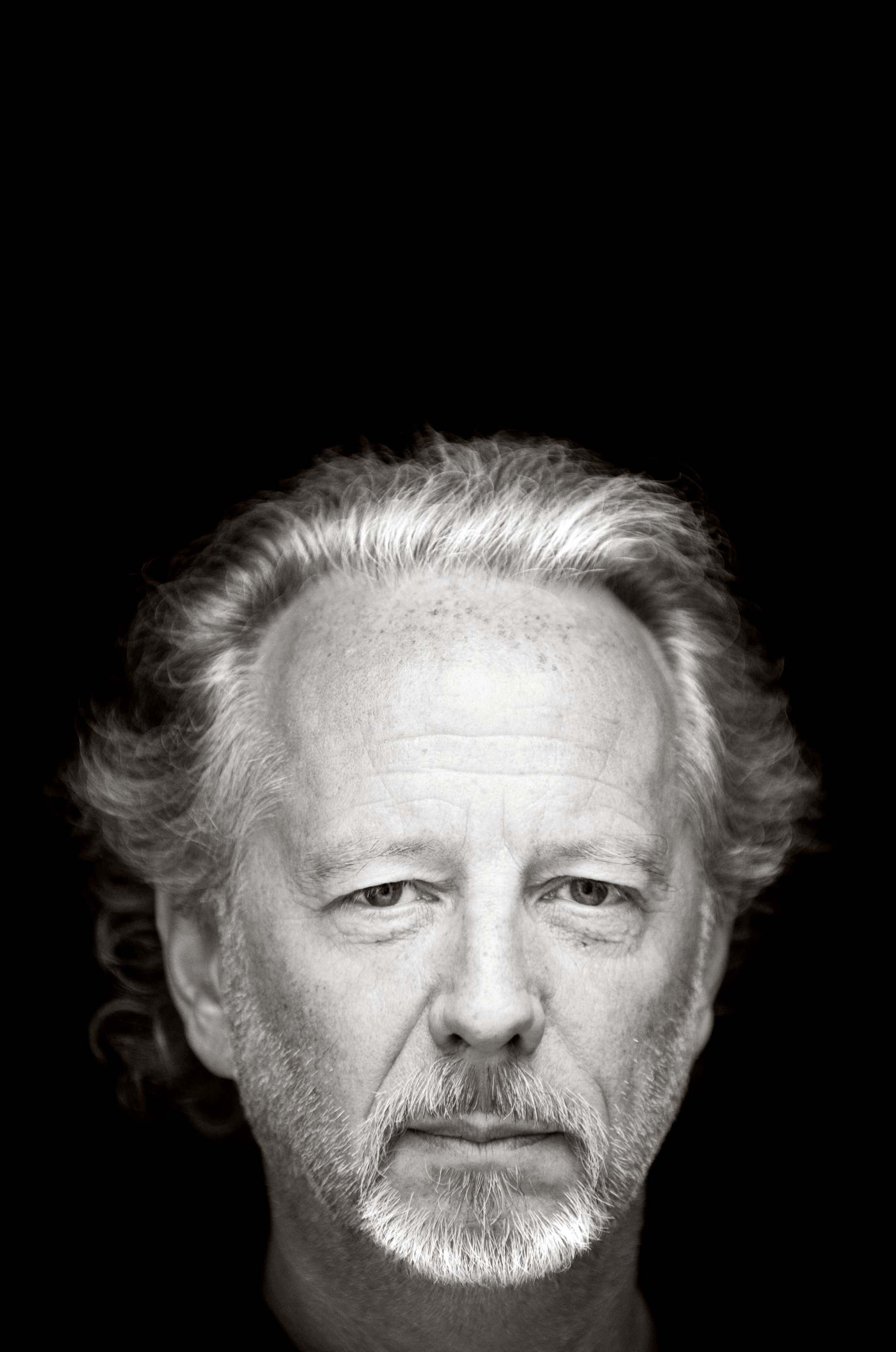
Stefan Hertmans (winnaar in 2014)

  - Fictie: Adriaan van Dis - Indische duinen
  - Kinder- en jeugdboeken: Anne Provoost - Vallen
  - Non-Fictie: Jeroen Brouwers - Vlaamse Leeuwen
- 1996
  - Fictie: Guido van Heulendonk - Paarden Zijn Ook Varkens
  - Kinder- en jeugdboeken: Anton Quintana - Het Boek van Bod Pa
  - Non-Fictie: Joris van Parys - Frans Masereel, een biografie
- 1997
  - Fictie: A.F.Th. van der Heijden - Het Hof van Barmhartigheid & Onder het Plaveisel het Moeras
  - Kinder- en jeugdboeken: Joke van Leeuwen - Iep!
  - Non-Fictie: Elsbeth Etty - Liefde is Heel het leven
- 1998
  - Fictie: Marcel Möring - In Babylon
  - Kinder- en jeugdboeken: Peter van Gestel - Mariken
  - Non-Fictie: Leonard Blussé - Bitters Bruid
- 1999
  - Fictie: Geerten Meijsing - Tussen Mes en Keel
  - Kinder- en jeugdboeken: Rita Verschuur - Jubeltenen
  - Non-Fictie: Gerrit Komrij - In Liefde Bloeyende
- 2000
  - Literatuurprijs: Peter Verhelst - Tongkat
  - Jeugdliteratuurprijs: Toon Tellegen - De Genezing van de Krekel
  - Publieksprijs: Tom Lanoye - Zwarte Tranen
- 2001
  - Literatuurprijs: Jeroen Brouwers - Geheime kamers
  - Jeugdliteratuurprijs: Bart Moeyaert, Gerda Dendooven en Filip Bral - Luna van de boom
  - Publieksprijs: Jeroen Brouwers - Geheime kamers
- 2002
  - Literatuurprijs: Arnon Grunberg - De Mensheid Zij Geprezen
  - Jeugdliteratuurprijs: Bas Haring - Kaas & de evolutietheorie
  - Publieksprijs: Peter Verhelst - Memoires van een Luipaard
- 2003
  - Literatuurprijs: Tom Lanoye - Boze Tongen
  - Jeugdliteratuurprijs: Floortje Zwigtman - Wolfsroedel
  - Publieksprijs: Tom Lanoye - Boze Tongen
- 2004
  - Literatuurprijs: Hafid Bouazza - Paravion
  - Jeugdliteratuurprijs: Martha Heesen - Toen Faas niet thuiskwam
  - Publieksprijs: Chris De Stoop - Zij kwamen uit het Oosten
- 2005
  - Literatuurprijs: Frank Westerman - El Negro en ik
  - Jeugdliteratuurprijs: Guus Kuijer - Het boek van alle dingen
  - Publieksprijs: Patricia De Martelaere - Het onverwachte antwoord
- 2006
  - Literatuurprijs: Henk van Woerden - Ultramarijn
  - Jeugdliteratuurprijs: Floortje Zwigtman - Schijnbewegingen
  - Publieksprijs: Stefan Brijs - De engelenmaker
- 2007
  - Literatuurprijs: Arnon Grunberg - Tirza
  - Jeugdliteratuurprijs: Marjolijn Hof - Een kleine kans
  - Publieksprijs: Dimitri Verhulst - De helaasheid der dingen
- 2008
  - Literatuurprijs: Marc Reugebrink - Het Grote Uitstel
  - Jeugdliteratuurprijs: Sabien Clement, Mieke Versyp en Pieter Gaudesaboos - Linus
  - Publieksprijs: Jeroen Brouwers - Datumloze dagen
- 2009
  - Literatuurprijs: Robert Vuijsje - Alleen maar nette mensen
  - Jeugdliteratuurprijs: Peter Verhelst - Het geheim van de keel van de nachtegaal (ill. Carll Cneut)
  - Publieksprijs: Pia de Jong - Lange dagen
  - Jeugdpublieksprijs: Els Beerten - Allemaal willen we de hemel
- 2010
  - Literatuurprijs: Cees Nooteboom - 's Nachts komen de vossen
  - Jeugdliteratuurprijs: Ditte Merle - Wild Verliefd
  - Publieksprijs: Tom Lanoye - Sprakeloos
  - Jeugdpublieksprijs: Marita de Sterck- De hondeneters
- 2011
  - Geen prijsuitreiking.
- 2012
  - Gouden Boekenuil: David Pefko - Het voorseizoen
  - Prijs van de Lezersjury: Stephan Enter - Grip
- 2013
  - Gouden Boekenuil: Oek de Jong - Pier en oceaan
  - Prijs van de Lezersjury: Tommy Wieringa - Dit zijn de namen
- 2014
  - Gouden Boekenuil: Joost de Vries - De republiek
  - Prijs van de Lezersjury: Stefan Hertmans - Oorlog en terpentijn
- 2015
  - Gouden Boekenuil: Mark Schaevers - Orgelman
  - Prijs van de Lezersjury: Niña Weijers - De consequenties
- 2016
  - Fintro Literatuurprijs: Hagar Peeters - Malva
  - Prijs van de Lezersjury: P.F. Thomése - De Onderwaterzwemmer
- 2017
  - Fintro Literatuurprijs en Prijs van de Lezersjury: Jeroen Olyslaegers - WIL